# Sakb
Il Sakb è un carro comando progettato e prodotto in Pakistan dalla Heavy Industries Taxila (HIT). Basato sul diffusissimo veicolo trasporto truppe americano M113, il Sakb differisce nelle dimensioni e nella forma della parte superiore dello scafo, rialzata come nel M577 per ottenere un vano di combattimento/sala operativa di più ampie dimensioni. Il mezzo è anfibio senza preparazione come il M113 e può superare una pendenza del 60%. L'equipaggio è formato da 7 membri compreso il conduttore.

## Utilizzatore
Pakistan
- Pak Fauj